# 亞塞拜然郵政
亞塞拜然郵政是一家負責亞塞拜然郵政服務業務的公司。
1999年9月29日，亞塞拜然郵政根據《繼續推進郵電領域改革和結構調整》的｢第151號｣命令成立，並取代了1991年蘇聯解體後成立的亞塞拜然郵政生產聯盟。2004年亞塞拜然郵政成為國家郵政運營商，業務範圍覆蓋亞塞拜然的所有領土範圍。
亞塞拜然郵政擁有四個附屬的分支機搆。其分別處理分揀與技術支援服務、特快專遞以及特殊通信業務。亞塞拜然郵政有71家分行。這些辦事處通過郵局為客戶提供郵政服務和一些商務服務。亞塞拜然郵政擁有的郵局數量則達到了1,500，其受分行監管，並主要提供相關的郵政服務。

## 服務內容
- 傳統郵遞包裹服務
- 非傳統服務（銀行、保險等）
- 金融服務：電子支付（養老金、社會福利、匯款等）、收款（公用事業付款、稅款）、存款（定期和無限期存款）、其他儲蓄產品銷售、現有匯票系統的更變、發行借記卡
- 電子政務服務：地方和中央執行機構的對各種證書、商業和個人檔的簽發
- 向地方和中央執行機構繳納稅款、關稅和其他費用
- 商業數位服務，數位商務，開放網路電子郵件和電子郵件地址，存取網路，資訊和數位資料庫[2]

## 發展歷史
1501年，Safavits領導人沙阿·伊斯馬伊勒·哈泰（英語：Shah Ismayil Khatai）創立了第一個系統化的郵政通信系統，用於改善經濟、保護國家免受敵人攻擊，建立穩固的國家管理系統和收集國家偏遠地區的資訊。
現代郵政系統於十九世紀初被引入亞賽拜然，在1818年第一個郵局於伊莉莎白堡（Zacaucasia，現在的占賈）設立，1818年6月1日，亞賽拜然建立了當地第一個郵政通訊系統。1826年在巴庫組織了郵政考察，隨後的1828年3月12日又在納希切萬組織了考察。1830年6月15日，沙馬基（Shamakhi）和舒沙（Shusha）的第一級郵政局設立，其目的是為了發展俄羅斯與Zacaucasia（南高加索）之間的經濟聯繫。所以，第一個亞賽拜然的郵政局是在十九世紀三十年代出現（第一級在舒沙、沙馬基，巴庫和納希切萬出現，第二級則出現在占賈和庫巴。）
1883年5月9日，在巴庫和第比利斯以及巴庫和Darband之間鐵路郵政路線的分別開通是郵政服務業發展的兩個里程碑。1861年，其在高加索和伊朗港口（拉什特和阿斯塔拉巴德）的里海之間經進行了第一次郵遞。而第比利斯和朱利法之間的郵政通信是為協助伊朗在1863年至1972年的跨境貿易而設立。亞塞拜然民主共和國（1918至1920年）在1918年10月6日成立了郵電部。1919年3月15日，亞塞拜然和格魯吉亞之間開始了郵政物品、匯票、貴重信件和包裹的流通傳遞。亞塞拜然和伊朗之間的電報通訊關係則於1920年4月6日開始。 
第二次世界大戰期間，為了保障人民的經濟和社會條件，郵政業務的需求量開始增加。與1920年相比，當時郵電通信網路數量增加了九倍，達到了524個，其中有76.7%（402個）為於農村地區。 
1945年，巴庫舉行了確保國際包裹的流動、保護和控制國際包裹的國際郵政考察（International Post Expedition）。同年，國內航空運輸的運輸路線長度達到了1042公里。 
與20世紀40年代相比，20世紀50年代的信件交換增加了140%，包裹增加了80%，匯票增加了237%，期刊增加了80%，郵政信箱的數量增加到了3000個。 
1955年，郵政航線總長達到8668公里，空運能力為7361噸，海運能力為4212噸。 
1970年與1940年相比，郵政設施數量增加了3倍，達到1590個（其中農村地區有1171個），郵件通信數量增加了3倍，達到7500萬個，包裹增加了2倍，期刊傳遞數量增加了6.5倍，郵政線路增加了3倍，達到了20023公里，汽車路途增長了9倍，達到170.5萬公里。改變化的主要原因據信是馬車路線數量的減少所致。 
二十世紀末，隨著蘇聯的解體，亞塞拜然郵政生產聯盟取代了以前的郵政系統，開始在亞塞拜然組織郵政和電工通訊業務。 
1999年9月23日，交通部命令成立亞塞拜然郵政國營企業（Azerpost State Enterprise）接管亞塞拜然郵政生產聯盟，《繼續推進郵電領域改革和結構調整》｢第151號｣表示亞塞拜然郵政國營企業會由亞塞拜然郵政生產聯盟作為基礎成立，並成為啟發定繼承公司。

## 組織結構
- 分揀中心
- Azerekspresspost CU
- 特別通訊中心
- 技術支援中心

亞塞拜然郵政國營企業由63個郵政分支機搆、1537個郵局和130個郵政機構組成。